# Van benne valami
A Van benne valami egy 1987–1993 között futó televíziós vetélkedő volt az MTV1 csatornán. Műsorvezetője Vágó István volt.

## Története
Vágó Istvánra televíziós karrierje 1975-ben a Riporter kerestetik című vetélkedőben indult. Itt figyelt fel rá Vitray Tamás, aki már 1976-ban egy barkochbajáték, a Kicsoda – Micsoda vezetését bízta rá. A Van benne valamit 1987-ben tűzte műsorára a Magyar Televízió, és 1993-ig sikerrel futott a vetélkedő. Ekkor indult Vágó újabb vetélkedője a Mindent vagy semmit.

## A játék menete
A játékosnak Vágó Istvánnal kellett barkochbáznia, miközben a megfejtésre adott idő fogyott. Ha a játékos kitalálta a helyes választ, akkor a Centrum Áruháznak köszönhetően tárgynyereményeket kaphatott, vagy aki úgy döntött, választhatta egy redőny mögé rejtett számára ismeretlen nyereményt. Ezzel könnyen rosszabbul járhatott, mert előfordult, hogy ott pl. csak egy golyóstoll volt.

## Érdekességek
1988-ban Gálvölgyi János kiparodizálta a műsort a Gálvölgyi Show című műsorában, ami azt igazolja, hogy a Van benne valami rendkívül népszerű volt. Gálvölgyi nemcsak a játékosokat alakította benne fergetegesen, de a kvízprofesszor Vágó Istvánt is kiválóan utánozta.